# Chacha Huang
Chacha Huang (Sichuan, China, 1991) es una actriz china afincada en España, reconocida por sus papeles como Mei en la serie de Prime Video Zorro, Pei Lan en Sociedad negra y Zelda en Emmanuelle.

## Educación
Huang se licenció en Literatura Inglesa e Italiana en la Universidad Complutense de Madrid. Habla con fluidez en chino, inglés, italiano y catalán.

## Carrera
Huang comenzó a trabajar como modelo cuando era veinteañera, después de mudarse a Madrid para estudiar en la Universidad Complutense.
En 2019 interpretó el papel de Xiao en la película española Perdiendo el este, tras lo cual experimento un parón en su carrera debido a la falta de oportunidades. Sin embargo, ese mismo año interpretó el papel protagonista en el cortometraje Xiao Xian, que fue nominado en los Premios Goya. En 2023 coprotagonizó junto con Omar Ayuso la película On the Go, dirigida por Julia de Castro, y en la que interpretó todas sus escenas en catalán.
En septiembre de 2024 se presentó en el Festival de Cine de San Sebastián la película Emmanuelle, en la que Huang compartió escena con actrices como Naomi Watts y Noémie Merlant. Ese mismo año interpretó el papel de Pei Lan, la hija de un mafioso de las tríadas chinas, en la película Sociedad negra, protagonizada por Alberto Jo Lee.

## Filmografía

### Cine
| Año  | Título                     | Papel                         | Notas        |
| ---- | -------------------------- | ----------------------------- | ------------ |
| 2016 | Future Emotions            |                               | Cortometraje |
| 2016 | El hombre de las mil caras | Recepcionista                 | Cortometraje |
| 2017 | El Beso                    | Mujer en el museo             | Cortometraje |
| 2017 | No odies al jugador        | Yuki                          | Cortometraje |
| 2018 | Still night                | Julia                         | Cortometraje |
| 2018 | Ánimas                     | Anchi                         | Película     |
| 2019 | Perdiendo el este          | Xiao                          | Película     |
| 2019 | Xiao Xian                  | Xiao Xian                     | Cortometraje |
| 2019 | Sociales                   | Instagram                     | Cortometraje |
| 2021 | Night Breakers             | Mei                           | Cortometraje |
| 2021 | Xun                        |                               | Cortometraje |
| 2022 | La abuela                  | Camarera de la hamburguesería | Película     |
| 2022 | El mundo es vuestro        | Li Ching                      | Película     |
| 2023 | El Cuco                    | Lili                          | Película     |
| 2023 | On the Go                  | La Reina de Triana            | Película     |
| 2024 | Sociedad negra             | Pei Lan                       | Película     |
| 2024 | Emmanuelle                 | Zelda                         | Película     |

### Televisión
| Año  | Título           | Papel          | Notas        |
| ---- | ---------------- | -------------- | ------------ |
| 2019 | La casa de papel | Amiga de Tokio | 2 episodios  |
| 2019 | Circular         | Keke           | 7 episodios  |
| 2021 | Parot            | Yun            | 1 episodio   |
| 2023 | Nacho            | Presentadora 1 | 1 episodio   |
| 2023 | Por H o por B    | Yun            | 6 episodios  |
| 2024 | Zorro            | Mei            | 10 episodios |

### Videoclips
| Año  | Título              | Papel        | Notas        |
| ---- | ------------------- | ------------ | ------------ |
| 2016 | Leiva: Sincericidio | Chica Kárate | Cortometraje |

## Premios y nominaciones
- 2020: Nominada al Premio Fugaz a Mejor actriz, por su papel como Xiao Xian en el cortometraje del mismo nombre.[7]